# Soubran
Soubran is een gemeente in het Franse departement Charente-Maritime (regio Nouvelle-Aquitaine) en telt 361 inwoners (2005). De plaats maakt deel uit van het arrondissement Jonzac.
Soubran is een klein en rustig dorpje in de Haute-Saintonge in het departement Charente-Maritime. Het dorp heeft een klein pottenbakkersmuseum. Het eerste weekend van september vindt in Soubran de Foire de Potiers plaats, een pottenbakkersmanifestatie die een paar duizend bezoekers trekt.

## Geografie
De oppervlakte van Soubran bedraagt 13,1 km², de bevolkingsdichtheid is 27,6 inwoners per km².
De onderstaande kaart toont de ligging van Soubran met de belangrijkste infrastructuur en aangrenzende gemeenten.

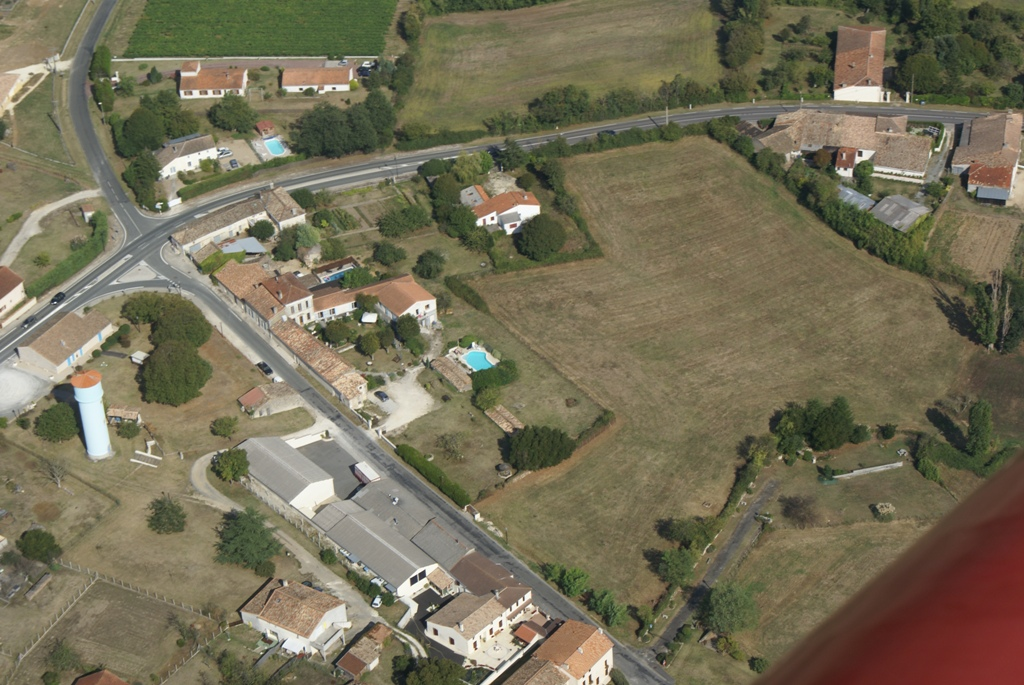
Soubran vanuit de lucht
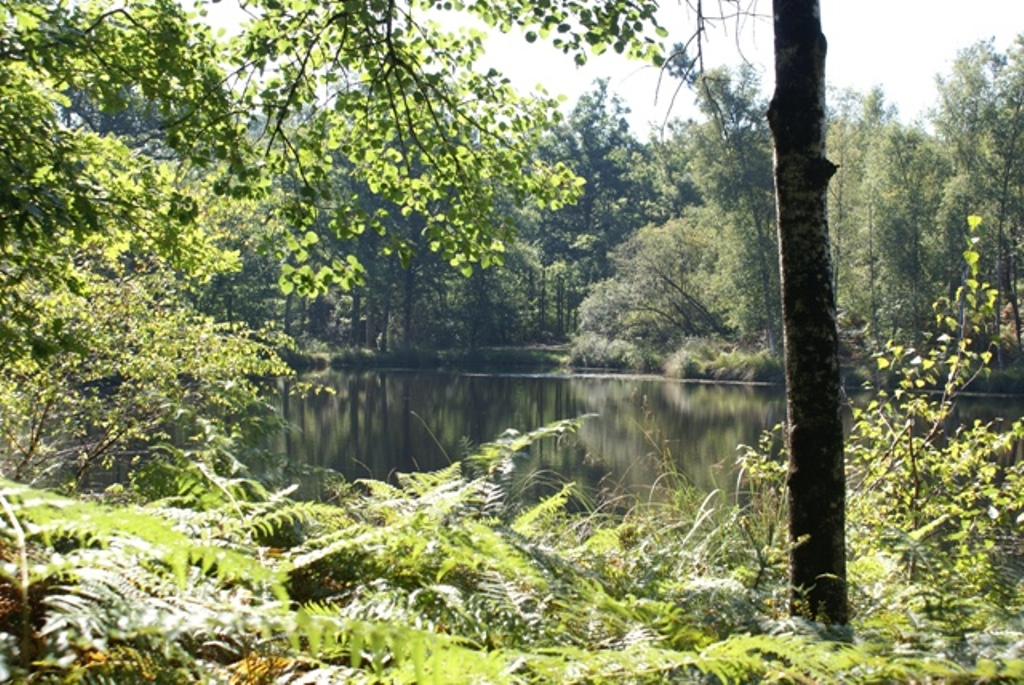
Een vijver in Soubran

## Demografie
Onderstaande figuur toont het verloop van het inwonertal (bron: INSEE-tellingen).